# 荃灣警署強姦案爭議
荃灣警署強姦案或荃灣警署輪姦案，是指2019年反送中運動期間，一名18歲少女自称該年11月在荃灣警署內遭到多名蒙面警員輪姦，並因此懷孕的案件。及後警務處處長鄧炳強於2020年1月公開稱警方正朝「誤導警員或作假口供」方向調查之事件。

## 背景
於反對逃犯條例修訂草案運動期間，警員被指曾多次性侵少女，包括言語辱罵、威脅強姦、胸襲、裸體搜身及硬物磨性器官等等，其中一名少女指控反送中示威期間遭香港警方逮捕後在警署內遭到輪姦。

## 事件經過
- 早於事件被正式揭發一週前（即2019年11月初）便有傳聞在醫護人員之間流傳[13]，有少女在警署被強姦成孕並在伊利沙伯醫院因非計劃懷胎墮胎。
- 2019年11月9日，警方證實於10月22日接獲律師報案，表示一名18 歲少女聲稱於9月27日在荃灣警署內被多名不肖警員強暴輪姦，並於伊利沙伯醫院接受終止懷孕手術。[14]
- 11月11日，警察公共關係科總警司謝振中曾向個別傳媒「放風」，直指受害少女「有啲mental」（精神病），又稱閉路電視片段與女事主指控不符。[15]
- 同日，受害少女透過代表律師發表聲明回應，批評負責調查案件的警員「似乎有系統地抹黑少女，逼迫成招，及蔑視她的投訴」，包括以不具名的「警方消息人士」洩露有關案件的資料，令人相信此舉是有意公開抹黑事主並影響未來的起訴，違反香港警務處發出的《罪行受害者約章》[16]。聲明又透露，在11月4日，事主得知警方在她事前未知悉或同意下，取得搜查令以檢取她的私人醫療紀錄，包括遠在案發之前的紀錄[14][16]，及後法院11月26日已正式撤銷警方的相關搜查令。[17]
- 11月12日，一名香港警員蒙面接受韓國KBS電視台訪問，表示現時少至有兩宗市民在反送中運動期間被警員強姦的案件正在被跟進[18]，並已由醫護人員證實，實際數字只會更多[18][19]，部份指控亦的確屬實[19]。
- 2020年1月16日，中西區區議會一個會議當中，警務處處長鄧炳強，回應事件稱警方正朝「誤導警員或作假口供」方向調查。[3]受害少女之代表律師其後發聲明回應，相關言論令事主十分痛苦，她認為客觀而言，處長的言論肆無忌憚地進一步意圖公開羞辱她，公開地令她的案件蒙污，亦令成功起訴的希望大減，相關行為應受到強烈譴責。[4][20][21][22]
- 受害少女在2020年1月的回應中更表示，她已經做了法醫檢驗，從墮胎胚胎提取施害者的DNA樣本。但警方一直無通知她有否從政府化驗所取得被指控施暴的警員們的DNA報告。[20]
- 於2020年3月26日，案件調查期間，一名自稱香港警員的男子發言在Instagram平台[23]上表示「明天去巡邏，又可以抓反送中少女回警署輪姦了🤤」[24][25]，遭揭發後該警員表示現今擁有槍械的一方是警察，誰再吵就要以AK47將吵鬧者轟頭[25]。目前該已Instagram已關閉。
- 於2020年5月12日，鄧炳強再度對事件公開發言，表示事件是報假案。受害少女回應警方應視其為性罪行受害人對待，而非如此可恥地肆意抹黑[26]，消息亦指受害少女憂人身安全離港，亦從不知自己被通緝[26]。

## 質疑

### 對女事主的質疑
- 《東方日報》報道，據知女事主18歲，有精神科求診紀錄，7月曾經企圖自殺，警方初步調查，相信女事主案發當日，無在荃灣警署出現。[27]
- 《香港01》引述警方消息表示，重案組根據事主的口供展開調查。翻查荃灣警署9月27日的閉路電視片段，惟未有找到事主；再而翻查前後數日的片段，同樣沒有找到事主被帶入警署情況；荃灣警署在該段日子亦沒有防暴警察當值。消息人士指出，就日子而言，全部不吻合。報道又引述消息人士指，事主描述的警署內的案發地方，又與實際有出入，其代表律師也未有再接觸警方。[28]

### 對警方的質疑
- 作家馮睎乾在《蘋果日報》專欄中表示，假若荃灣警署強姦案真如鄧炳強所言為受害者報假案，那麼早在1月至5月期間，警方早會按他們一貫做法將受害少女的個人資料以通緝犯身分公開[29]，但鄧炳強沒有公開通緝犯身分，更沒有在受害者報案後至離境前長達19天的時間內將其拘捕[30]，因此必然是警方高層自知警署強姦案的確有發生而不敢莽動，避免激化事件[29]。

## 資料來源
1. ↑  . 立場新聞. 2020-05-13  [2021-02-10]. （原始内容存档于2021-02-13）.
2. ↑  . 蘋果日報. 2019-11-10  [2020-05-15]. （原始内容存档于2020-04-21）.
3. 1 2  麥凱茵. . 香港01. 2020-01-16  [2020-01-19]. （原始内容存档于2020-03-29） （中文（香港））.
4. 1 2  . Apple Daily 蘋果日報.   [2020-01-19]. （原始内容存档于2020-01-18） （中文）.
5. ↑  . 立場新聞. 2019-08-05. （原始内容存档于2019-08-15）.
6. ↑  . 蘋果日報. 2014-12-01  [2019-09-02]. （原始内容存档于2019-09-02）.
7. ↑  . 立場新聞. 2015-05-19  [2019-09-24]. （原始内容存档于2019-08-17）.
8. ↑  . 蘋果日報. 2020-01-27  [2020-05-15]. （原始内容存档于2021-06-21）.
9. ↑  .   [2020-05-15]. （原始内容存档于2021-10-14） –www.youtube.com.
10. ↑  . 明報. 2019-08-23. （原始内容存档于2019-09-13）.
11. ↑  .   [2019-09-02]. （原始内容存档于2019-08-29）.
12. ↑  . RFI - 法國國際廣播電台. 2019-11-09  [2020-01-19]. （原始内容存档于2020-01-07） （中文（繁體））.
13. ↑  . 自由時報. 2019-11-09  [2020-05-15]. （原始内容存档于2019-12-13）.
14. 1 2  . 立場新聞.   [2019-11-11]. （原始内容存档于2019-11-12）.
15. ↑  . Apple Daily 蘋果日報.   [2020-01-19]. （原始内容存档于2020-02-24） （中文）.
16. 1 2  . 眾新聞.   [2020-01-19]. （原始内容存档于2020-03-29） （中文）.
17. ↑  .   [2020-01-19]. （原始内容存档于2019-12-23）.
18. 1 2  . 自由亞洲電台. 2019-11-12  [2020-05-14]. （原始内容存档于2020-03-02）.
19. 1 2  . 大紀元. 2019-11-14  [2020-05-14]. （原始内容存档于2021-04-21）.
20. 1 2  . 立場新聞(Stand News).   [2020-01-19]. （原始内容存档于2020-01-19） （英语）.
21. ↑  作者：熱血編輯部01-18-2020. . www.passiontimes.hk.   [2020-01-19]. （原始内容存档于2020-01-31）.
22. ↑  . Radio Free Asia.   [2020-01-19]. （原始内容存档于2020-01-18） （粵語）.
23. ↑  .   [2020-05-14]. （原始内容存档于2020-05-08）.
24. ↑  ,   [2020-03-26], （原始内容存档于2020-03-26） （中文（简体））
25. 1 2  ,   [2020-03-26], （原始内容存档于2021-10-05） （中文（简体））
26. 1 2  . 立場新聞. 2020-05-14  [2020-05-14]. （原始内容存档于2020-05-19）.
27. ↑  . 東方日報.   [2020-01-21] （中文（香港））.[永久]
28. ↑  倪清江. . 香港01. 2019-11-10  [2020-01-21]. （原始内容存档于2019-12-17） （中文（香港））.
29. 1 2  馮睎乾. . 蘋果日報. 2020-05-14. （原始内容存档于2020-06-25） （中文（香港））.
30. ↑  馮睎乾. . 蘋果日報. 2020-05-15  [2020-05-15]. （原始内容存档于2020-10-28）.